# Владимир Мако
Владимир Мако (Београд, 1958) професор и декан је Архитектонског факултета у Београду.

## Биографија
Рођен је 1958. године у Београду. Дипломирао и магистрирао на Архитектонском факултету у Београду. Докторску дисертацију одбранио на Филозофском факултету у Београду. Од 1988. запослен на Архитектонском факултету, а од 1999. професор на предметима Историја уметности и Естетика и симболизам у архитектури и уметности. Од 2000. до 2005. био је на усавршавању на Факултету за архитектуру и дизајн Универзитета Викторија у Велингтону, Нови Зеланд. Гостовао на Филозофском факултету, Одсек за историју уметности у Приштини, Академији за примењену уметност у Београду и Одсеку за архитектуру Факултета техничких наука у Новом Саду. Аутор је значајних међународно признатих радова у области естетике. Објавио је три монографије. Члан је Међунароне асоцијације естетичара и Сиднејског Друштва за естетику и литературу.